# Guillaume de Baffie
Guillaume de Baffie était un religieux du Moyen Âge central qui fut évêque de Clermont au XIIe siècle.

## Biographie
Guillaume de Baffie était né d’une famille noble et ancienne originaire d'Auvergne, seigneurs de Baffie. Il fut nommé évêque de Clermont par le pape Urbain II lui-même au moment du concile de Clermont. Il ne fut consacré qu’au mois de mars 1096. En 1097, le pape confirma aux chanoines de Clermont le droit d’élire leur évêque et donna à celui-ci la préséance sur les autres évêques d’Aquitaine première. Guillaume de Baffie assista au concile de Tours en 1096. 
Il assura à son église un revenu annuel cent fromages livrables au premier dimanche de l’avent de chaque année et institua un repas de réfectoire commun le jour de la Pentecôte pour les chanoines. Il réprima plusieurs abus des moines de Sauxillanges et fit construire l’église de Viverols. 
C’est sous son épiscopat que fut tenu à Clermont le neuvième concile d’Auvergne présidé par Richard, évêque d’Albane et légat du pape.
Il a donné en 1101 sa terre du Puy et l'église de Viverols à l'abbaye de Sauxillanges.
Il mourut en 1103 ou 1104.